# 1,8-Bis(dimetilamino)naftaleno
1,8-Bis(dimetilamino)naftaleno é um composto químico que foi primeiramente preparado em 1968 por Roger Alder FRS na Universidade de Bristol. É frequentemente tratado pelo nome Proton Sponge (esponja de próton), uma marca da empresa Sigma-Aldrich. Este composto é uma diamina aromática na qual os dois grupos dimetilamino são ligados no mesmo lado ou posições peri de um sistema naftaleno. Proton Sponge tem diversas propriedades muito interessantes; uma é sua basicidade muito alta; outra é o conjunto de suas propriedades espectroscópicas.